# Olivia Mvondo Boum II
Pour les articles homonymes, voir Boum.
Olivia Mvondo Boum II est une entrepreneuse française (d'après les journaux français,) et camerounaise (d'après les journaux camerounais,), fondatrice de la société Kmerpad, qui produit localement au Cameroun des serviettes hygiéniques lavables.

## Biographie
Elle vit en France, en Suisse, en Ouganda puis au Cameroun. Confrontée aux difficultés que rencontrent les femmes camerounaises avec leurs règles, elle décide en 2012 à Yaoundé de fonder un groupe d'initiative commune fournissant des serviettes hygiéniques lavables et réutilisables, Kmerpad.
En plus du développement de ses ventes, elle effectue un travail de sensibilisation autour du tabou des menstruations.
En 2019, elle est lauréate des Trophées des Français de l'étranger.

## Kmerpad
Les serviettes sont commercialisées sous la marque Fam et utilisent du coton biologique camerounais,
En 2017, Kmerpad gagne le trophée de l'année Hub Africa, ainsi que le premier prix de l'Africa start up. En mars 2019, le groupe compte vingt employés dont dix-huit employées.